# Такибаев, Нургали Жабагаевич
Нургали Жабагаевич Такибаев — советский и казахстанский физик-теоретик, профессор, доктор физико-математических наук, академик НАН РК (с 2003).

## Биография
Родился 07.01.1944 в посёлке Газелкент недалеко от Ташкента, сын Такибаева Жабага Сулейменовича — доктора физико-математических наук. В начале 1950-х гг. переехал с родителями в Алма-Ату.
Окончил Московский государственный университет им. Ломоносова (1967).
- 1968—1970 служба в армии (пограничные войска)
- 1971—1977 стажер-исследователь, затем аспирант (1973—1976) и старший лаборант отдела теоретической физики Физического института им. Лебедева (ФИАН СССР). В 1977 г. защитил кандидатскую диссертацию.
- 1977—1979 младший научный сотрудник ИЯФ;
- 1979—1987 старший научный сотрудник ИФВЭ АН КазССР;
- 1987—2003 заведующий лабораторией теоретической физики ИЯФ;
- 2004—2012 профессор КазНПУ им. Абая; организатор (2012) и первый заведующий кафедрой физики, механики и профессионального обучения (ФМ и ПО).
- с 2012 профессор и директор Дата-центра по ядерной физике и астрофизике КазНУ им. аль-Фараби;
- с 2012 зав. лабораторией ядерной астрофизики НИИЭТФ.

Сфера научных интересов:
- резонансы дальнодействия в трёхтельных квантовых системах,
- синтез ядер в кристаллах,
- горячая адронная материя,
- правила сумм в потенциальных теориях,
- ядерная астрофизика нейтронных звезд,
- защита космических станций от потока частиц солнечных вспышек.

Диссертации:
- Исследования по проблеме малого числа тел : диссертация … кандидата физико-математических наук : 01.04.02. — Москва, 1976. — 119 с. : ил.
- Унитарная формулировка теории многоканального рассеяния : метод эволюции по константе связи : диссертация … доктора физико-математических наук : 01.04.02. — Алма-Ата, 1985. — 186 с. : ил.

Профессор, доктор физико-математических наук (1986), член-корреспондент НАН РК (1994—2003), академик НАН РК (с 2003). Главный ученый секретарь НАН РК (1999—2001).
Сочинения:
- Дубовиченко С. Б., Такибаев Н. Ж., Чечин Л. М. Физические процессы в дальнем и ближнем космосе. Космология, атмосферы звезд и планет, ядерная астрофизика. — Алматы: Издательство «Дайк-Пресс», 2008 г. — 281 с.
- Класс модельных задач квантовой механики трех тел, допускающих точные решения [Текст] / Н. Ж. Такибаев // Ядерная физика. — 2008. — Т. 71, N 3. — С. 484—492. — ISSN 0044-0027

Дочь — Такибаева Айжан Нургалиевна, Дочь — Такибаева Малика Нургалиевна,
Дочь — Такибаева Меруерт Нургалиевна, доктор философии (PhD) в области физики (2014),
Сын — Такибаев Жанибек Нургалиевич.